# 만주습례 (하르친부)
만주습례(满珠習禮, 생년 미상~1665년)은 청나라의 군인이다.